# Kempfhof

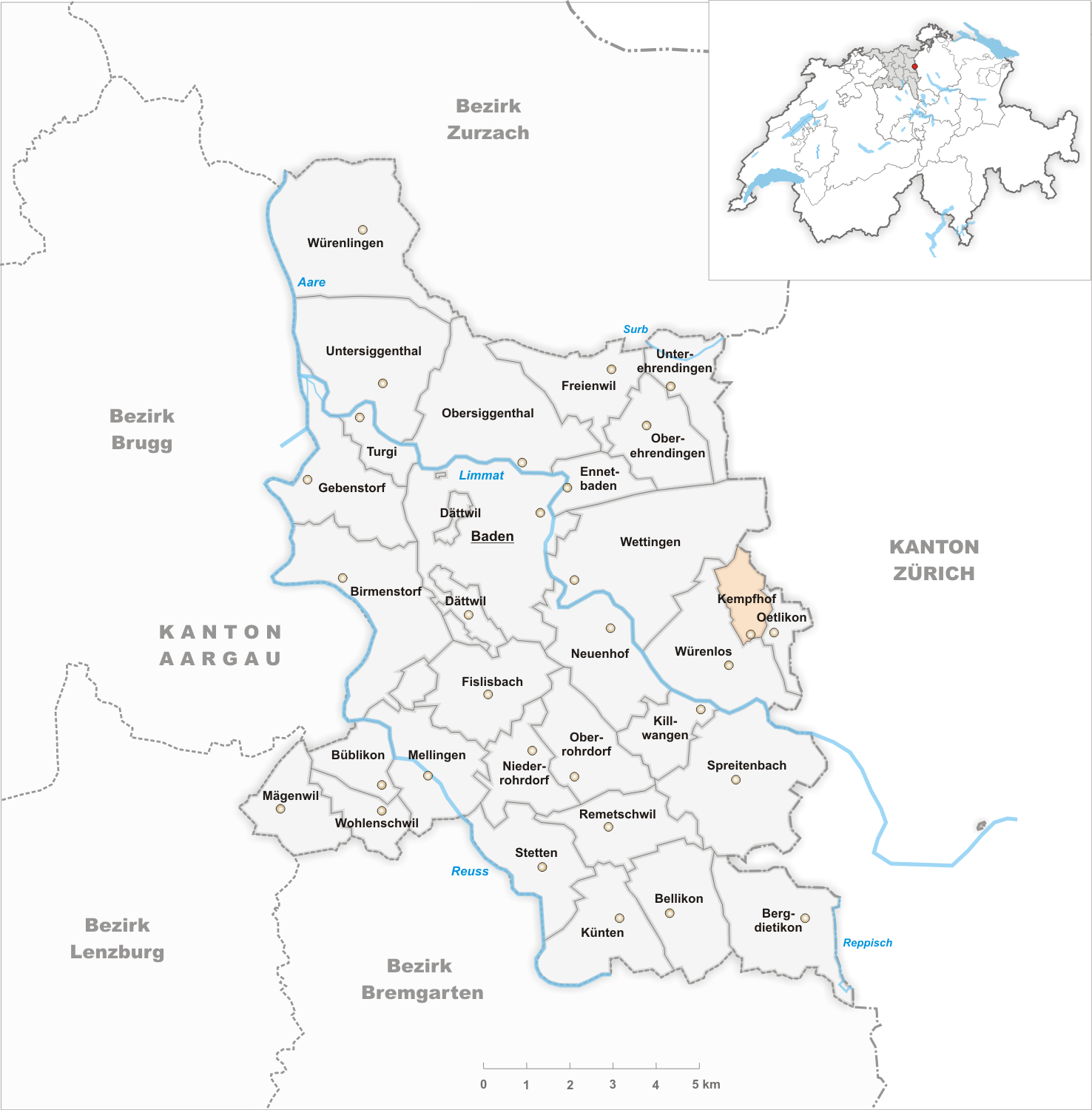
Gemeindestand vor der Fusion am 1. Januar 1900

Kempfhof ist ein zur Gemeinde Würenlos im Kanton Aargau gehöriger Weiler. Bis 1900 war Kempfhof eine selbständige Gemeinde. Der Weiler liegt im Furttal zwischen Otelfingen und Würenlos. Der Ortsname leitet sich von einem Bauern mit Namen Kempf ab, der dort im 15. Jahrhundert auf einem Lehenshof des Klosters St. Blasien im Schwarzwald lebte.

## Geschichte
Kempfhof bestand zunächst nur aus einem Hof, der sich dann zu einem Weiler entwickelte. Für das Jahr 1536 sind drei Höfe belegt. Nach der Eroberung des Aargaus durch die Eidgenossen im Jahr 1415 wurde der Kempfhof ein Teil des Amtes Wettingen in der Grafschaft Baden, einer gemeinen Herrschaft. Grundherr und Inhaber der niederen Gerichtsbarkeit war ab 1421 das Kloster Wettingen. Durch die Nähe zu Zürich fasste die Reformation im 16. Jahrhundert auch hier Fuss und Kempfhof war paritätisch, ebenso wie Würenlos, zu dessen Pfarrei Kempfhof gehörte. Mit dem Einmarsch der Franzosen in die Schweiz und dem Beginn der Helvetik im Jahr 1798 wurde das Amt Wettingen aufgelöst und die alten Herrschaftsstrukturen abgeschafft. Kempfhof war zunächst ein Teil der Munizipalität Würenlos und mit der Gründung des Kantons Aargau im Jahre 1803 eine eigene Gemeinde. Im Jahre 1896 wurde die Schulgemeinde Kempfhof mit den Schulgemeinden von Oetlikon und Würenlos vereinigt. 1900 ordnete die Kantonsregierung die Fusion der Einwohnergemeinde mit Würenlos an.